# ジェイアールバス関東いわき支店
ジェイアールバス関東いわき支店（ジェイアールバスかんとういわきしてん）は、福島県いわき市にあるJRバス関東の営業所。
ここでは、前身であるジェイアールバス関東常磐支店（旧・水戸支店高萩営業所）についても記載する。

## 所在地

### いわき支店
- 福島県いわき市平下神谷字天神13-1

### 高萩営業所（廃止）

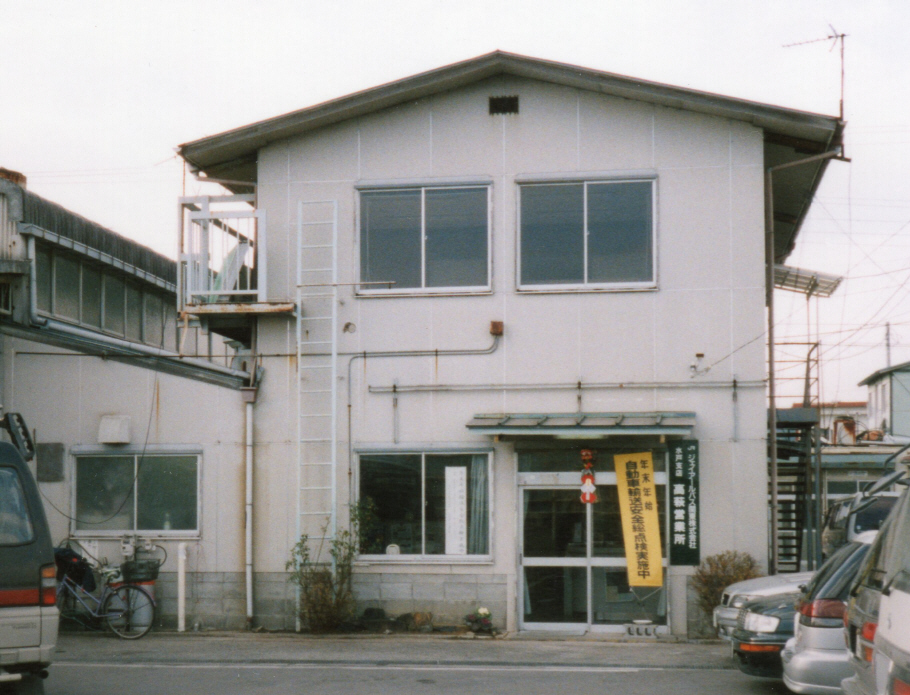
高萩営業所

- 茨城県高萩市高萩1928
  - 常磐線高萩駅前
  - 2006年（平成18年）9月30日廃止

## 所属車両のナンバー
- いわきナンバー
  - 高萩営業所は水戸ナンバーであった。

## 概要

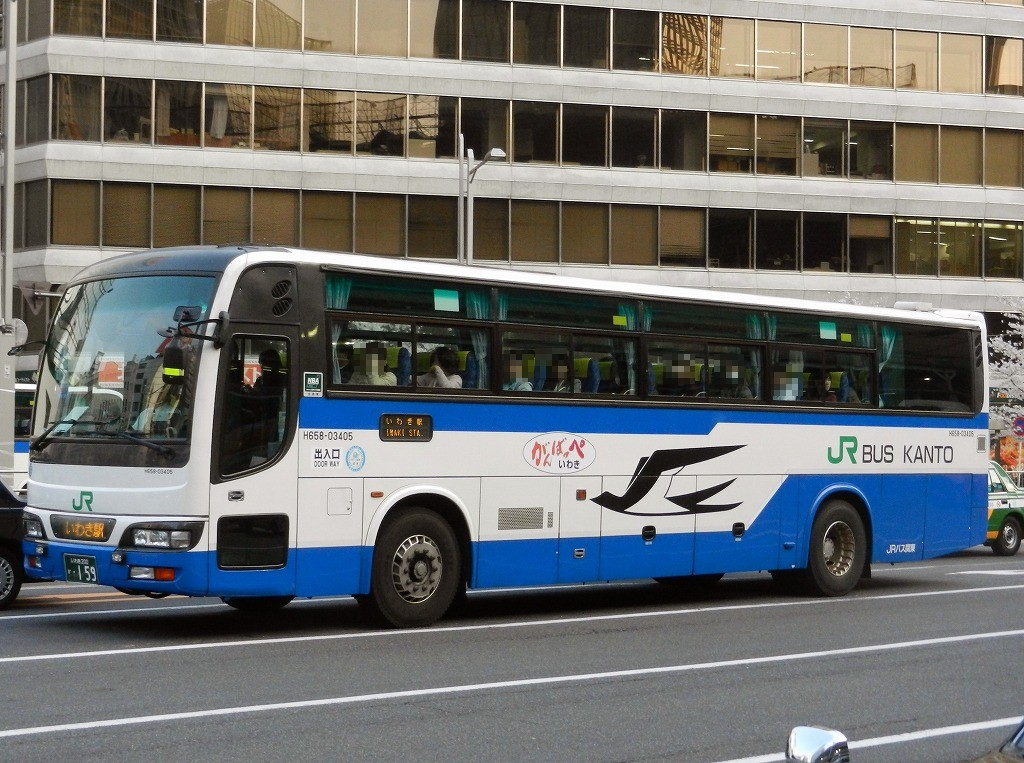
いわき支店所属車両で運行される高速バス「いわき号」 H658-03405

1948年（昭和23年）に「鉄道線の短絡」を使命とした、川尻駅（現・十王駅） - 常陸大子駅間を結ぶ路線として北常陸線の運行を開始したのが始まりである。
その後高萩駅からの路線開設もされたが、次第に路線は縮小され、1997年（平成9年）に川尻駅からの路線は全廃となった。この結果、高萩駅からの短い2路線が残るのみとなっていたが、これも2006年（平成18年）3月限りで廃止となり、当支店担当の一般路線は消滅した。
1988年（昭和63年）に高速バス「いわき号」が運行開始、高萩営業所（当時）が運行を担当することになった。「いわき号」が大変好調であることから、水戸支店高萩営業所から常磐支店に昇格となった。また、「日立号」の運行にも携わったが、こちらはさほどの利用者数でもないことから、次第に「いわき号」中心となってきたため、いわき市内に拠点を新設した上で、「いわき高速支店」として再出発することになった。再度支店から格下げされた高萩営業所は、引き続き「日立号」を担当していた。なお、いわき高速支店は2010年6月1日にいわき支店に改称されている。
本支店の職員数は36人（うち女性1人）である。
2023年4月1日現在、16台（高速バス15台、貸切登録車1台）が配置されている。

コロナウイルス感染拡大の影響により高速バスの運行休止が相次いだ為、使用しなくなった一部車両を一時的に佐野支店へ疎開させていた。2021年春にエアロエース2台が白河支店と西那須野支店に転属し、当支店は2台減車となっている。
2021年8月26日にジェイアールバス関東公式Twitterにて、いわき支店で貸切バスの受付を開始したとの告知がされた。行政官庁からの許可を受け、福島県浜通りや茨城県北部を中心に新たに貸し切りバスの用命を受け付けられるようになった。当支店乗務員へ貸切業務のための研修を実施しているとの告知もされている。

## 沿革
- 1948年（昭和23年）1月12日 - 北常陸線運行開始に伴い、高萩自動車区を開設。同時に棚倉自動車区水戸支区が高萩自動車区の所管となる。
- 1950年（昭和25年）4月1日 - 高萩自動車営業所に改称。
- 1953年（昭和28年）8月15日 - 高萩自動車営業所水戸支所が営業所に昇格し、高萩が水戸自動車営業所の支所となる。
- 1987年（昭和62年）4月1日 - 国鉄分割民営化に伴い、東日本旅客鉄道関東自動車事業部水戸自動車営業所高萩支所に改称。
- 1988年（昭和63年）4月1日 - バス部門分割子会社化により、ジェイアールバス関東水戸営業所高萩支所に改称。
- 2001年（平成13年）4月1日 - 水戸支店高萩営業所を常磐支店に格上げ。
- 2006年（平成18年）
  - 3月31日 - 一般路線を全廃。
  - 6月1日 - 常磐支店いわき営業所を開設。
  - 8月1日 - いわき営業所をいわき高速支店に格上げ、常磐支店を高萩営業所に降格。
  - 9月30日 - 高萩営業所を廃所。
- 2007年（平成19年）10月1日 - ひたち号の高萩発着便を日立電鉄交通サービス（当時。現・茨城交通）へ移管。
- 2010年（平成22年）6月1日 - いわき高速支店をいわき支店に改称。
- 2011年（平成23年）7月15日 - ひたち号の高萩駅発着の直通便1日2往復の運行を開始（ほかに日立市内経由の高萩駅発着便1日1往復あり）。
- 2014年（平成26年）7月1日 - いわき号のJRバス関東運行便にて、いわき駅 - JRバスいわき支店間の延長運行を開始。
- 2017年（平成29年）4月1日 - 新宿いわき号（バスタ新宿 - いわき駅・JRバスいわき支店）の運行を開始。毎日3往復運行。
- 2020年（令和2年）12月1日 - エアポートバス東京・成田（東京駅 - 成田空港）の運行を開始（運転業務のみ）。
- 2021年（令和3年）9月18日 - JREモールで販売しているJRバスグッズ商品の一部を、いわき支店でも販売を開始。

## 現在の所管路線
- いわき号（東京駅 - いわき駅・JRバスいわき支店）
- ひたち号（東京駅 - 日立駅・神峰営業所・シーマークスクエア）※土浦支店との共管
- エアポートバス東京・成田（東京駅 - 成田空港）

## 過去の路線

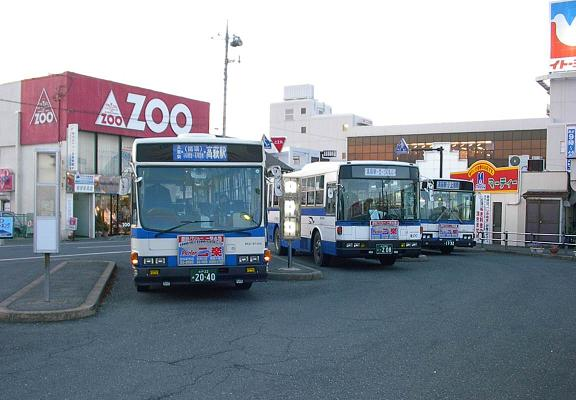
高萩から3方向に路線があった（2005年3月）

- 北常陸線（高萩駅 - 大能 - 折橋十文字 - 下高倉 - 小生瀬 - 袋田駅 - 常陸大子駅）
- 北常陸線（川尻駅 - 常陸細田 - 里美橋 - 西足 - 下高倉 - 小生瀬 - 袋田駅 - 常陸大子駅）
- 高萩線（高萩駅 - 上和野）
- ひたち号（東京駅 - 北茨城市役所・五浦観光ホテル）
- 東水戸・勝田・東海ルート（東京駅 - 勝田駅前・東海駅東口・サイクル機構前）
- 新宿いわき号（バスタ新宿 - 北茨城IC・いわき駅・JRバスいわき支店）

## 車両
2021年4月1日現在、16台（高速車15台、貸切登録車1台）が配置されている。
現在の所属車両はパウダールーム付きワイドシート40席仕様の日野・セレガ16台である。一般路線車の配置はない。

### 過去の車両
いわき号の開業当時は、共同運行会社とともにスーパーハイデッカー4列シート（各座席にマルチオーディオを装備）で運行されており、東京から転属してきた三菱ふそう・エアロクイーンWやエアロクイーンMが導入されていたが、1994年度に新車の日野・セレガGDが2台配置された。
ひたち号には水戸と高萩で共管で高萩ではトイレが取り付けられた三菱ふそう富士重工R2・R3ボディといわき号で使われているスーパーハイデッカー車が使用されていた。
1997年度以降はいわき号にもハイデッカー車両が投入された。
高萩営業所には貸切車の配置もあったが、うち1台は2006年2月に東京支店から転属してきたジェフユナイテッド市原（当時）のチームバス専用車として導入されたボルボ・アステローペで、カラーリングはそのままであった。他には高速バスとの兼用のいすゞ・ガーラⅠが在籍した。

## 特記事項
- 「いわき号」の東武バスセントラル担当便もいわき支店で休憩する（いわき号開設初期は旧常磐交通平営業所で行っていた）
- 福島県内には当支店と白河支店の他に、JRバス東北福島支店が存在しており、1つの県に2つのJRバスの拠点が存在する希少な例である（両社とも福島県バス協会に加盟している）。
- 一部の行路の東京駅日本橋口 - 東京支店間の回送業務をジェイアールバステックに委託している。
- いわき支店構内での車両の給油・清掃・洗車はジェイアールバステックいわき作業所に委託している。
- 東日本大震災後からいわき号の共同運行3社で「がんばっぺ いわき」のステッカーが貼り付けられていた。